# Hannogne-Saint-Rémy
Hannogne-Saint-Rémy település Franciaországban, Ardennes megyében. Lakosainak száma 111 fő (2022. január 1.). Hannogne-Saint-Rémy Banogne-Recouvrance, Saint-Fergeux, Saint-Quentin-le-Petit, Seraincourt és Sévigny-Waleppe községekkel határos.

## Népesség
A település népessége az elmúlt években az alábbi módon változott:
| Lakosok száma | 213  | 165  | 121  | 115  | 107  | 110  | 113  | 112  | 113  | 111  |
|               | 1968 | 1982 | 1990 | 2006 | 2013 | 2015 | 2017 | 2019 | 2020 | 2022 |